# Domalain
Domalain (en bretó Domalan, en gal·ló Domalaen) és un municipi francès, situat a la regió de Bretanya, al departament d'Ille i Vilaine. L'any 2006 tenia 1.810 habitants.

## Demografia
| 1962                                       | 1968  | 1975   | 1982  | 1990  | 1999  |
| ------------------------------------------ | ----- | ------ | ----- | ----- | ----- |
| 1.433                                      | 1.534 | 1. 506 | 1.404 | 1.382 | 1.490 |
| Des de 1962: població sense dobles comptes |       |        |       |       |       |

## Administració
| Període | Identitat     | Partit |
| ------- | ------------- | ------ |
| 2001-   | Joseph Martin |        |